# 首都高速湾岸線
首都高速湾岸線（しゅとこうそくわんがんせん、Bayshore Route）は、千葉県・東京都・神奈川県を通る首都高速道路の路線。国道357号線が平行する。

## 概要
行政上の法定路線名は「神奈川県道・東京都道・千葉県道294号高速湾岸線」で、通称「湾岸道路」とよばれる。東京湾岸道路の自動車専用道路として旧首都高速道路公団が建設し、現在は首都高速道路株式会社が管理する。
東京湾環状道路を構成する路線で、首都圏の3環状9放射の高速道路計画では、大井JCT - 葛西JCTが中央環状線とともに一番内側の環状道路とも位置づけられている。
路線番号を表す「B」は、 湾岸線の英語名「Bay Shore Route」の頭文字からとられた。
神奈川から東京を通り越して千葉へ至るという路線の性格上、進行方向は「上り・下り」ではなく「東行き・西行き」で表される。
東端は東関東自動車道と接続、東京外環自動車道と分岐し、途中で接続される他の道路では、大黒ジャンクションで神奈川5号大黒線と分岐し、東海ジャンクションで湾岸分岐線と合流、有明ジャンクションでは11号台場線（レインボーブリッジ）と、東雲ジャンクションで10号晴海線と、辰巳ジャンクションで9号深川線とそれぞれ接続し、大井ジャンクションと葛西ジャンクションで中央環状線（葛飾江戸川線）が分岐する。これにより、交通混雑の激しい都心部の交通を回避するアクセス道路として、さらに成田空港・羽田空港と都心を結ぶ道路として、その利便性を発揮している。
東京湾岸道路のうち、東京都道高速湾岸線区間（東京都・神奈川県境 - 江戸川区臨海町6丁目：延長32キロメートル〈km〉）は、1987年（昭和62年）8月10日に「未来」を走る虹の道として、旧建設省と「道の日」実行委員会により制定された日本の道100選の一つにも選ばれている。

### 高速湾岸分岐線
高速湾岸分岐線は、1号羽田線の昭和島JCTから湾岸線の東海JCTに至る、4車線の路線であり、全線が東京都大田区内にある。両端に1号羽田線、湾岸線と接続するためのジャンクションが2つあるだけで、湾岸分岐線内に出入口や休憩施設は存在しない。湾岸線の東関東道・浦安方面 - 1号羽田線の羽田、横羽線の横浜公園方面の連絡をしている。
1983年（昭和58年）2月、湾岸線の東京都内部分から1号羽田線への連絡道路として作られた。1994年（平成6年）12月に湾岸線で直接、東京 - 横浜が連絡されるようになったため、1号羽田線から都心環状線を避けて湾岸線経由で東関東道・常磐道・東北道方面へ向かうルートとして、また2015年（平成27年）3月の中央環状線全通以降は大井JCT経由で東名高速・中央道方面へ向かうルートとしても利用されている。

## 出入口など
- 出入口番号欄の背景色が■である部分については道路が供用済みの区間を示している。また、施設名欄の背景色が■である部分は施設が供用されていない、または完成していないことを示す。未開通区間の名称は仮称。
- 接続路線名の「（間）」を付記しているのは他の道路を介して接続している間接接続。路線名の特記がないものは市道。表中記載の接続路線以外に国道357号が並行しており、南本牧ふ頭、浮島を除く各出入口で接続している。
- なお起点は高谷JCTだが、この表では出入口番号順である終点の幸浦出入口から記載する。

| 出入口 番号                                                                       | 施設名           | 接続路線名                                              | 幸浦 から (km) | 備考                                                          | 所在地                                                                         | 所在地        | 所在地                       |
| --------------------------------------------------------------------------------- | ---------------- | ------------------------------------------------------- | -------------- | ------------------------------------------------------------- | ------------------------------------------------------------------------------ | ------------- | ---------------------------- |
| E16 横浜横須賀道路金沢支線 朝比奈・横須賀・馬堀海岸／港南台・狩場・新保土ヶ谷方面 |                  |                                                         |                |                                                               |                                                                                |               |                              |
| B01                                                                               | 幸浦出入口       | 八景島・海の公園方面                                    | 0.9            | 空港中央・大黒ふ頭方面出入口                                  | 神奈川県                                                                       | 横浜市        | 金沢区                       |
| -                                                                                 | 鳥浜町TB         | -                                                       |                | 空港中央・大黒ふ頭方面                                        | 神奈川県                                                                       | 横浜市        | 金沢区                       |
| B02                                                                               | 杉田出入口       | 鳥浜町・杉田・横浜ベイサイドマリーナ方面                | 4.0            | 幸浦方面出入口                                                | 神奈川県                                                                       | 横浜市        | 磯子区                       |
| B03                                                                               | 杉田出入口       | 鳥浜町・杉田・横浜ベイサイドマリーナ方面                | 4.0            | 空港中央・大黒ふ頭方面出入口                                  | 神奈川県                                                                       | 横浜市        | 磯子区                       |
| B05                                                                               | 磯子出入口       | 横浜市道環状2号線屏風ケ浦バイパス                       | 6.1            | 空港中央・大黒ふ頭方面出入口 入口はETC専用                    | 神奈川県                                                                       | 横浜市        | 磯子区                       |
| B06                                                                               | 三渓園出入口     | 山下公園・本牧ふ頭方面                                  | 10.9           | 幸浦・杉田方面出入口 入口はETC専用                            | 神奈川県                                                                       | 横浜市        | 中区                         |
| B07A                                                                              | 南本牧ふ頭出入口 | 南本牧はま道路（直結）                                  | 13.0           | 空港中央・大黒ふ頭方面出入口                                  | 神奈川県                                                                       | 横浜市        | 中区                         |
| -                                                                                 | 本牧JCT          | 狩場線 保土ヶ谷バイパス・E83 横浜新道・横浜駅東口方面   | 14.3           | 幸浦・杉田方面接続                                            | 神奈川県                                                                       | 横浜市        | 中区                         |
| B07B                                                                              | 本牧ふ頭出入口   | C・D突堤方面、A・B突堤方面                              | 14.3           | 空港中央・大黒ふ頭方面出入口 三ツ沢・横浜駅東口方面は行けない | 神奈川県                                                                       | 横浜市        | 中区                         |
| -                                                                                 | 本牧JCT          | 狩場線 保土ヶ谷バイパス・横浜新道・横浜駅東口方面       | 14.3           | 空港中央・大黒ふ頭方面接続                                    | 神奈川県                                                                       | 横浜市        | 中区                         |
| -                                                                                 | 大黒JCT          | 大黒線                                                  | 17.4           | 本牧ふ頭・狩場線方面接続                                      | 神奈川県                                                                       | 横浜市        | 鶴見区                       |
| -                                                                                 | 大黒PA           | -                                                       | 17.4           |                                                               | 神奈川県                                                                       | 横浜市        | 鶴見区                       |
| B08                                                                               | 大黒ふ頭出入口   |                                                         | 17.4           | 本牧ふ頭・狩場線方面出入口                                    | 神奈川県                                                                       | 横浜市        | 鶴見区                       |
| B09                                                                               | 大黒ふ頭出入口   | 東京・空港中央方面出入口                                | 17.4           |                                                               | 神奈川県                                                                       | 横浜市        | 鶴見区                       |
| -                                                                                 | 大黒JCT          | 大黒線                                                  | 17.4           | 浦安・空港中央方面接続                                        | 神奈川県                                                                       | 横浜市        | 鶴見区                       |
| -                                                                                 | 扇島出入口       |                                                         |                | 計画中                                                        | 神奈川県                                                                       | 川崎市 川崎区 | 川崎市 川崎区                |
| B10                                                                               | 東扇島出入口     | （間）国道132号                                         | 24.0           | 大黒ふ頭・本牧ふ頭方面出入口                                  | 神奈川県                                                                       | 川崎市 川崎区 | 川崎市 川崎区                |
| B11                                                                               | 東扇島出入口     | （間）国道132号                                         | 26.5           | 東京・空港中央方面出入口                                      | 神奈川県                                                                       | 川崎市 川崎区 | 川崎市 川崎区                |
| -                                                                                 | 川崎航路トンネル | -                                                       |                | 危険物積載車両通行禁止                                        | 神奈川県                                                                       | 川崎市 川崎区 | 川崎市 川崎区                |
| -                                                                                 | 川崎浮島JCT      | CA 東京湾アクアライン木更津方面/川崎線 川崎（大師）方面 | 29.5           | 大黒ふ頭・横浜方面                                            | 神奈川県                                                                       | 川崎市 川崎区 | 川崎市 川崎区                |
| B12                                                                               | 浮島出入口       | 国道409号                                               | 29.5           | 大黒ふ頭・横浜方面                                            | 神奈川県                                                                       | 川崎市 川崎区 | 川崎市 川崎区                |
| -                                                                                 | 湾岸浮島TB       | -                                                       | 29.5           | 横浜方面・2013年（平成25年）3月1日撤去                        | 神奈川県                                                                       | 川崎市 川崎区 | 川崎市 川崎区                |
| B13                                                                               | 浮島出入口       | 国道409号                                               | 29.5           | 東京・空港中央方面                                            | 神奈川県                                                                       | 川崎市 川崎区 | 川崎市 川崎区                |
| -                                                                                 | 川崎浮島JCT      | CA東京湾アクアライン木更津方面/ 川崎線 川崎（大師）方面 | 29.5           | 東京・空港中央方面                                            | 神奈川県                                                                       | 川崎市 川崎区 | 川崎市 川崎区                |
| -                                                                                 | 多摩川トンネル   | -                                                       |                | 危険物積載車両通行禁止                                        | 神奈川県                                                                       | 川崎市 川崎区 | 川崎市 川崎区                |
| -                                                                                 | 多摩川トンネル   | -                                                       | 東京都         | 危険物積載車両通行禁止                                        | 大田区                                                                         | 大田区        |                              |
| B14                                                                               | 湾岸環八出入口   | 環八通り 羽田空港第1ターミナル・第3ターミナル方面       | 東京都         | 31.8                                                          | 大田区                                                                         | 大田区        | 大黒ふ頭・本牧ふ頭方面出入口 |
| B16                                                                               | 空港中央出入口   | 羽田空港第2ターミナル方面                               | 東京都         | 34.5                                                          | 大田区                                                                         | 大田区        | 横浜方面出入口               |
| B17                                                                               | 空港中央出入口   | 羽田空港方面                                            | 東京都         | 34.5                                                          | 大田区                                                                         | 大田区        | 銀座・浦安方面出入口         |
| -                                                                                 | 空港北トンネル   | -                                                       | 東京都         |                                                               | 大田区                                                                         | 大田区        | 危険物積載車両通行禁止       |
| -                                                                                 | 東海JCT          | 羽田・横浜公園方面（湾岸分岐線）                        | 東京都         | 38.6                                                          | 大田区                                                                         | 大田区        | 銀座・浦安方面接続           |
| -                                                                                 | 大井PA           | -                                                       | 東京都         |                                                               | 空港中央・羽田方面                                                             | 品川区        | 品川区                       |
| B18                                                                               | 大井南出入口     | （間）勝島方面                                          | 東京都         | 39.4                                                          | 空港中央・羽田方面出入口                                                       | 品川区        | 品川区                       |
| B19                                                                               | 大井南出入口     | （間）勝島方面                                          | 東京都         | 39.4                                                          | 浦安方面からの出口 （浦安方面への入口 (003A) は2019年（平成31年）4月14日廃止） | 品川区        | 品川区                       |
| -                                                                                 | 大井TB           | -                                                       | 東京都         |                                                               | 銀座・浦安方面、2018年（平成30年）5月20日廃止                                  | 品川区        | 品川区                       |
| -                                                                                 | 大井JCT          | 中央環状品川線 E1 東名・E20 中央道・E17 関越道方面      | 東京都         | 41.1                                                          | 市川方面から芝浦方面へは行けない                                               | 品川区        | 品川区                       |
| -                                                                                 | 大井JCT          | 羽田線 銀座・新宿方面                                   | 東京都         | 41.1                                                          | 市川方面から芝浦方面へは行けない                                               | 品川区        | 品川区                       |
| -                                                                                 | 大井PA           | -                                                       | 東京都         |                                                               | 浦安・東関道方面                                                               | 品川区        | 品川区                       |
| B21                                                                               | 大井出入口       | （間）品川・大井町方面                                  | 東京都         | 41.3                                                          | 浦安・東関道方面出入口 入口はETC専用                                           | 品川区        | 品川区                       |
| -                                                                                 | 東京港トンネル   | -                                                       | 東京都         |                                                               | 危険物積載車両通行禁止                                                         | 品川区        | 品川区                       |
| B22                                                                               | 臨海副都心出入口 | 台場地区（国際展示場・フェリーふ頭）方面                | 東京都         | 43.1                                                          | 空港中央・羽田方面出入口、旧称「13号地」 入口はETC専用                         | 港区          | 港区                         |
| -                                                                                 | 有明JCT          | 台場線                                                  | 東京都         | 44.9                                                          |                                                                                | 江東区        | 江東区                       |
| -                                                                                 | 東雲JCT          | 晴海線                                                  | 東京都         | 45.9                                                          |                                                                                | 江東区        | 江東区                       |
| B23                                                                               | 有明出入口       | 台場地区（国際展示場・フェリーふ頭）方面                | 東京都         | 45.9                                                          | 浦安・東関道方面出入口                                                         | 江東区        | 江東区                       |
| -                                                                                 | 辰巳JCT          | 深川線 銀座・箱崎方面                                   | 東京都         | 47.6                                                          |                                                                                | 江東区        | 江東区                       |
| B24                                                                               | 新木場出入口     | 明治通り 東京港臨海道路                                 | 東京都         | 49.0                                                          | 羽田方面出入口 入口はETC専用                                                   | 江東区        | 江東区                       |
| B25                                                                               | 新木場出入口     | 明治通り 東京港臨海道路                                 | 東京都         | 49.0                                                          | 浦安・東関道方面出入口 入口はETC専用                                           | 江東区        | 江東区                       |
| -                                                                                 | 葛西JCT          | 中央環状線 E4 東北道・E6 常磐道方面                     | 東京都         | 50.9                                                          |                                                                                | 江戸川区      | 江戸川区                     |
| B26                                                                               | 葛西出入口       | 葛西臨海公園地区（間）環七通り                          | 東京都         | 52.3                                                          | 銀座・小菅方面出入口                                                           | 江戸川区      | 江戸川区                     |
| B27                                                                               | 葛西出入口       | 葛西臨海公園地区（間）環七通り                          | 東京都         | 52.3                                                          | 浦安・東関道方面出入口                                                         | 江戸川区      | 江戸川区                     |
| B28                                                                               | 舞浜入口         | 東京ディズニーリゾート方面から                          | 53.7           | 銀座・小菅方面への入口                                        | 千葉県                                                                         | 浦安市        | 浦安市                       |
| B30                                                                               | 浦安出入口       | （間）東京ディズニーリゾート方面                        | 55.7           | 銀座・小菅方面出入口                                          | 千葉県                                                                         | 浦安市        | 浦安市                       |
| B31                                                                               | 浦安出入口       | （間）東京ディズニーリゾート方面                        | 55.7           | 千鳥町・東関道方面出入口                                      | 千葉県                                                                         | 浦安市        | 浦安市                       |
| B32                                                                               | 千鳥町出入口     | 船橋・市川方面                                          | 59.6           | 銀座・小菅方面出入口                                          | 千葉県                                                                         | 市川市        | 市川市                       |
| -                                                                                 | 市川PA           | -                                                       |                | 東京・川崎方面                                                | 千葉県                                                                         | 市川市        | 市川市                       |
| -                                                                                 | 市川TB           | -                                                       |                | 東京・川崎方面                                                | 千葉県                                                                         | 市川市        | 市川市                       |
| -                                                                                 | 高谷JCT          | C3 東京外環自動車道                                     | 62.1           |                                                               | 千葉県                                                                         | 市川市        | 市川市                       |
| E51 東関東自動車道 四街道・成田・成田空港・潮来方面                               |                  |                                                         |                |                                                               |                                                                                |               |                              |

### 高速湾岸分岐線
- 全線東京都大田区内に所在。

| 施設名                            | 接続路線名 | 起点 から (km) |
| --------------------------------- | ---------- | -------------- |
| 羽田線 横浜公園・羽田方面         |            |                |
| 昭和島JCT                         |            | 0.0            |
| 東海JCT                           |            | 1.6            |
| 湾岸線本線 E51 東関東道・浦安方面 |            |                |

## 歴史
東京湾の外周に沿って、横須賀から横浜、川崎、東京、船橋、千葉、木更津を経て富津に至る延長160 kmの東京湾岸道路の一環として建設された。東京都内の埋立地で、1976年（昭和51年）に東京港トンネル部分2.8 kmが供用されたのを皮切りに、1994年（平成6年）12月に湾岸線3期・4期工事が完成して空港中央 - 大黒JCTまで開通したことで、東京都内の全区間が開通した。

### 年表
- 1976年（昭和51年）8月12日 : 大井出入口 - 13号地出入口（現臨海副都心出入口）開通、東京港トンネル開通。
- 1978年（昭和53年）1月20日 : 新木場出入口 - 浦安出入口開通。
- 1980年（昭和55年）2月5日 : 辰巳JCT - 新木場出入口開通。
- 1981年（昭和56年）5月19日 : 有明出入口 - 辰巳JCT出入口開通。
- 1982年（昭和57年）4月27日 : 浦安出入口 - 高谷開通、東関東自動車道と接続。
- 1983年（昭和58年）2月24日 : 東海JCT - 大井出入口開通。
- 1984年（昭和59年）12月12日 : 13号地出入口（現臨海副都心出入口） - 有明出入口開通。
- 1989年（平成元年）
  - 9月27日 : 本牧ふ頭出入口 - 大黒JCT開通、横浜ベイブリッジ開通。
  - 12月16日 : 大井JCT新設。
- 1993年（平成5年）
  - 8月26日 : 有明JCT新設、首都高速11号台場線（レインボーブリッジ）と接続。
  - 9月27日 : 空港中央出入口 - 東海JCT開通。
- 1994年（平成6年）12月21日 : 大黒JCT - 空港中央出入口開通、鶴見つばさ橋開通[7]。
- 1997年（平成9年）
  - 12月12日 : 浮島出入口開通。
  - 12月18日 : 東京湾アクアラインと接続。
- 1999年（平成11年）7月15日 : 並木・幸浦出入口 - 杉田出入口開通、横浜横須賀道路金沢支線と接続。三渓園仮出入口 - 本牧ふ頭出入口開通。
- 2001年（平成13年）
  - 8月29日 : 舞浜入口開通。
  - 10月22日 : 杉田出入口 - 三渓園出入口開通により全線開通。
- 2007年（平成19年）12月22日 : 13号地出入口が「臨海副都心出入口」に名称変更。
- 2008年（平成20年）3月17日 : 東行き有明JCT - 辰巳JCT4車線化。
- 2009年（平成21年）2月11日 : 東雲JCT新設。
- 2012年（平成24年）
  - 3月21日 : 大井南出口西行を300 m手前に移設。
  - 7月17日 : 大井PAを東行 2.0 km、西行 0.6 km手前にそれぞれ移設。
- 2017年（平成29年）3月4日 : 南本牧ふ頭出入口供用開始[8]。
- 2018年（平成30年）6月2日 : 高谷JCTで東京外環自動車道と接続[9]。
- 2023年（令和5年）5月27日 : 横羽線の高速大師橋架け替え工事のため、湾岸分岐線昭和島JCT - 東海JCT間が通行止め（6月10日まで）[10][11]。

### 本牧ジャンクション改良
以前、本牧JCTは空港中央・大黒ふ頭方面と狩場線および幸浦・杉田方面との連絡ができるが、狩場線と幸浦・杉田方面との連絡はできなかった。これは、高速磯子線によって狩場線と湾岸線を連絡する計画があったためであったが、磯子線の計画は事業化されずに幻に終わった。その不便さを解消するため、本牧JCTで狩場線と幸浦・杉田方面の連絡が可能になるように改良され、2004年（平成16年）12月22日15時に開通した。なお、改良後も本牧ふ頭出入口⇔狩場線の連絡は出来ない。

## 路線状況

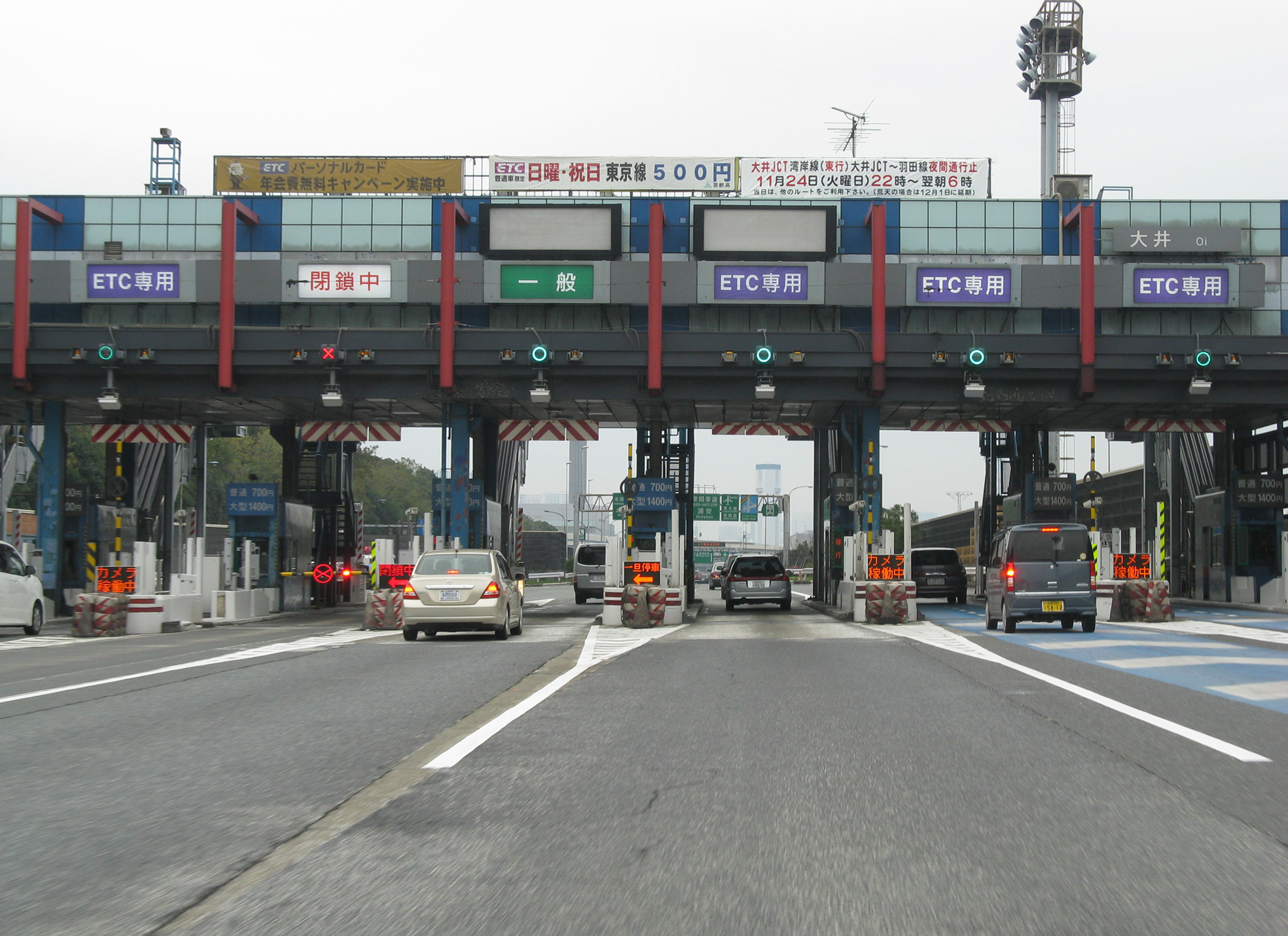
大井料金所

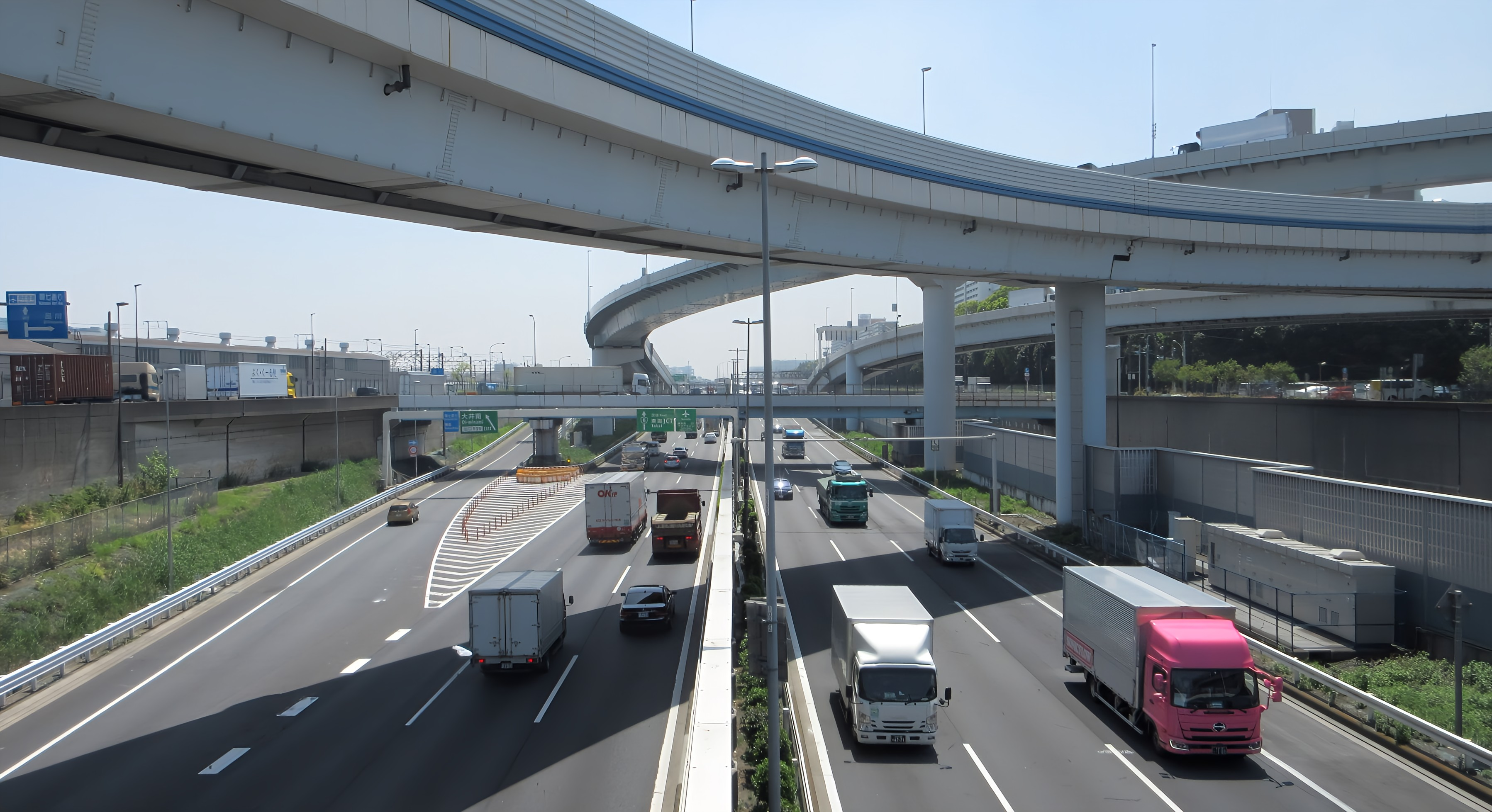
品川区八潮の都道316号より首都高速湾岸線を見下ろす

道路構造令では第2種第1級に区分され、設計速度が80 km/hとなっている。他の首都高速道路の路線と比べ直線区間が長く、構造も一般的な高速自動車国道に近いが、カーブは多く、特に本牧JCT以南は急カーブの連続区間である。海岸沿いを通過するため、水底トンネルや橋が多く、高低差の大きい箇所が多い。
湾岸線は、2012年（平成24年）1月1日の距離別料金導入前までは東京線、神奈川線の2つの料金区間をまたいで、川崎浮島JCTが料金区界となっていた。ただし、空港中央・湾岸環八 - 浮島間のみの利用は300円の特定料金であった。例えば、普通車（非ETC車）の場合、空港中央か湾岸環八から入って浮島までで降りた場合、特定料金のみの300円であり、空港中央・湾岸環八から浮島以遠の神奈川線を走行した場合は300円+600円（神奈川線料金）=900円が徴収されていた。
西行き浮島料金所から横浜・大黒ふ頭方面への西行き区間は、東京以西にオービスがなく、また車線数が多く直線区間が非常に長いために速度が出やすい。また、違法競走型暴走族（俗称「湾岸族」）も出没するため、大黒PAや辰巳PAなどでは、芝浦PAなどと同様頻繁に高速隊車両やパトカーが巡回している。

### 車線・最高速度

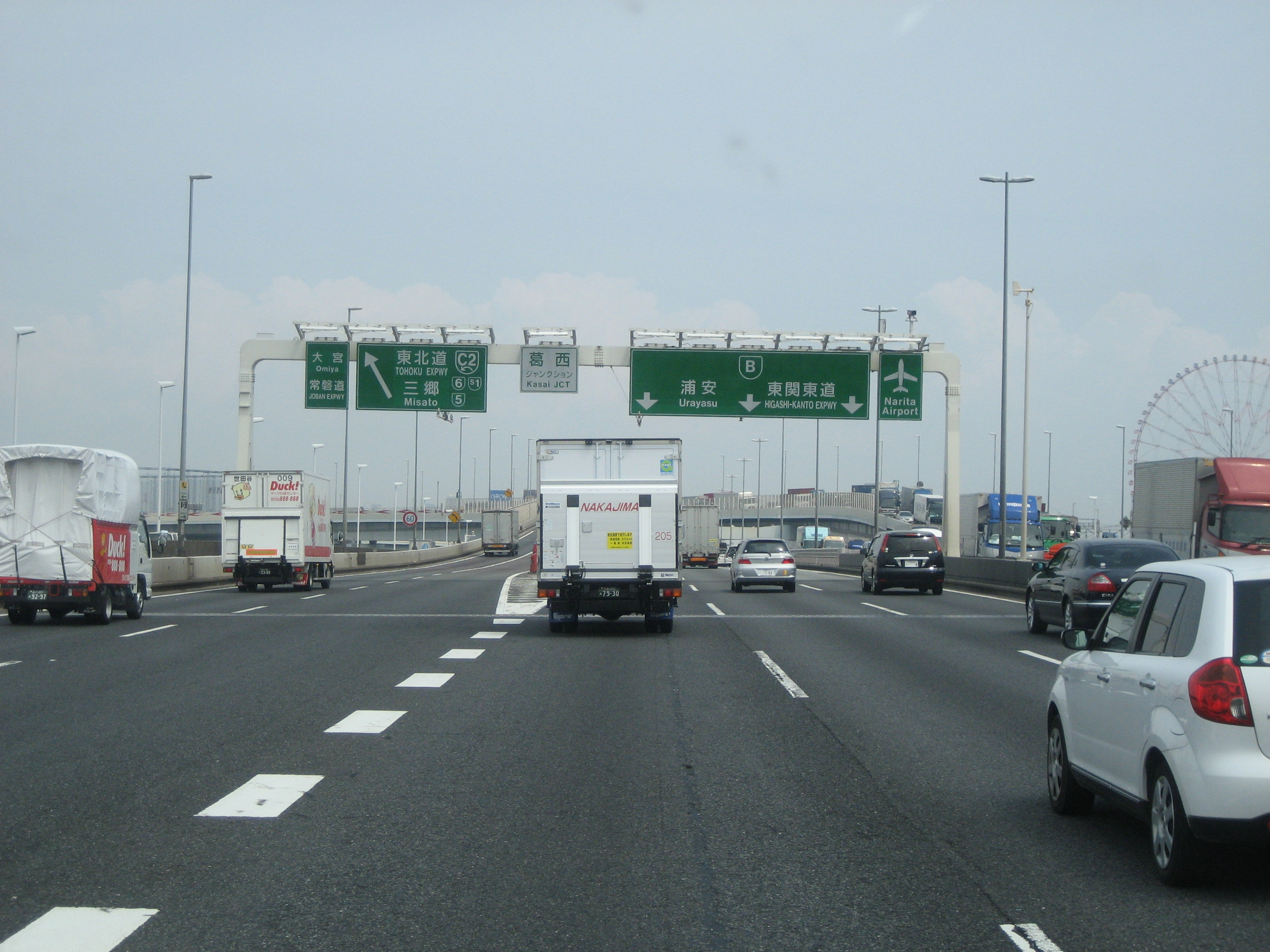
葛西ジャンクション

車線数は、一部区間を除き全線が6車線で構成され、辰巳JCT - 葛西JCTは8車線、本牧JCT出口 - 本牧JCT入口の本線は4車線区間となっている。なお、東関東自動車道と合わせるとこの6車線区間は成田ICまでの106.0 kmにおよび、これは東北自動車道の川口JCT - 宇都宮ICの103.0 kmを凌ぎ、2020年（令和2年）12月22日に新東名高速道路の御殿場JCT - 浜松いなさJCTの144.7 kmの6車線化が完成するまでは、日本の高速道路では最長の6車線区間となっていた。最高速度は80 km/h（東京港トンネル周辺は70 km/h規制）となっている。
| 区間                            | 車線 上下線=西行き+東行き | 最高速度 | 備考 |
| ------------------------------- | ------------------------- | -------- | ---- |
| 幸浦出入口 - 本牧JCT            | 6=3+3                     | 80 km/h  |      |
| 本牧JCT内                       | 4=2+2                     | 80 km/h  |      |
| 本牧JCT - 大井南出入口          | 6=3+3                     | 80 km/h  |      |
| 大井南出入口 - 臨海副都心出入口 | 6=3+3                     | 70 km/h  |      |
| 臨海副都心出入口 - 有明JCT      | 6=3+3                     | 80 km/h  |      |
| 有明JCT - 辰巳JCT               | 7=3+4                     | 80 km/h  |      |
| 辰巳JCT - 葛西JCT               | 8=4+4                     | 80 km/h  |      |
| 葛西JCT - 高谷JCT               | 6=3+3                     | 80 km/h  |      |
| 東海JCT - 昭和島JCT             | 4=2+2                     | 60 km/h  |      |

### 主なトンネルと橋
- 横浜ベイブリッジ（本牧JCT - 大黒JCT）
- 鶴見つばさ橋（大黒JCT - 東扇島出入口）
- 川崎航路トンネル（東扇島出入口 - 川崎浮島JCT）
- 多摩川トンネル（川崎浮島JCT - 湾岸環八出入口）
- 空港北トンネル（空港中央出入口 - 東海JCT）
- 東京港トンネル（大井出入口 - 臨海副都心出入口）

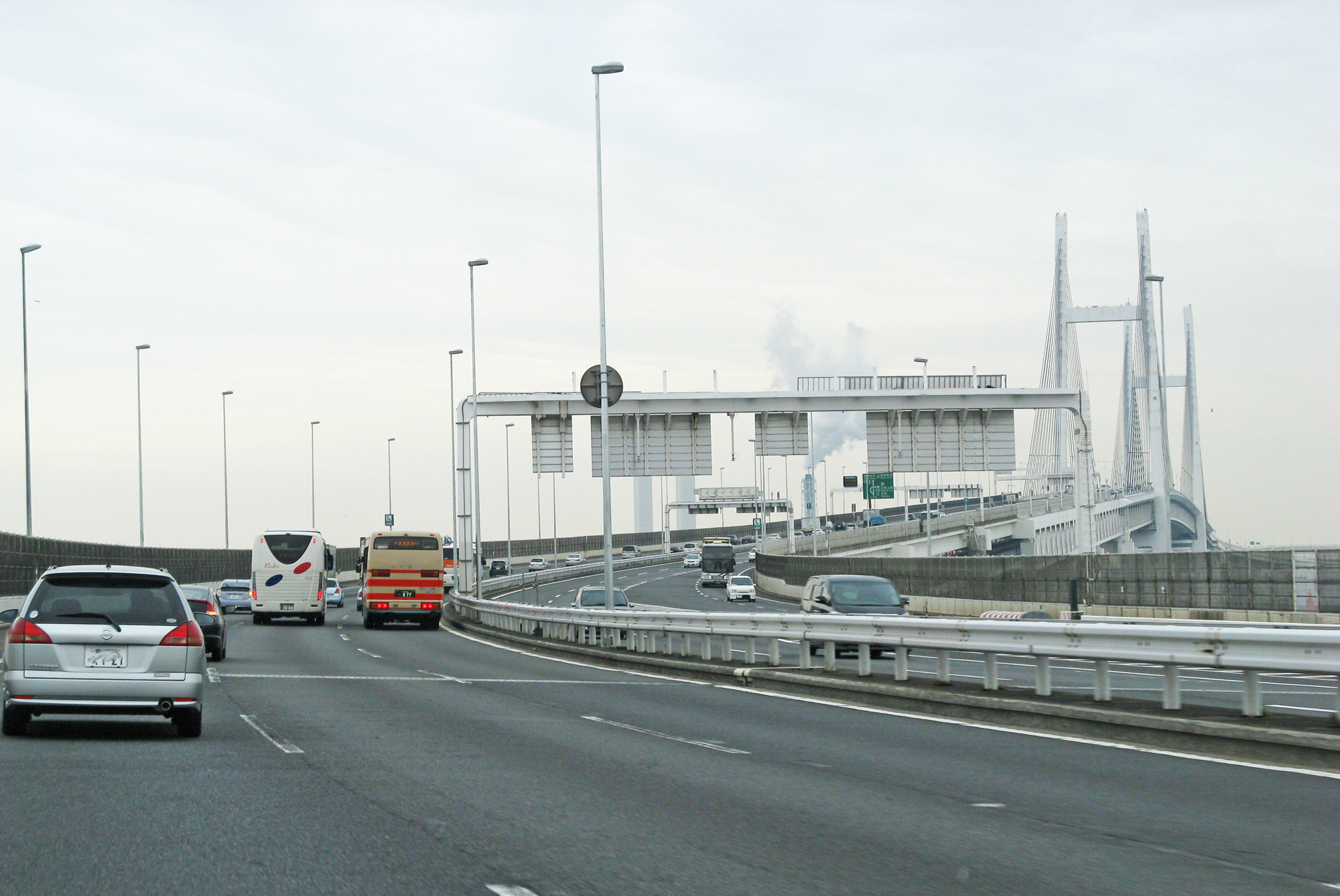
横浜ベイブリッジ
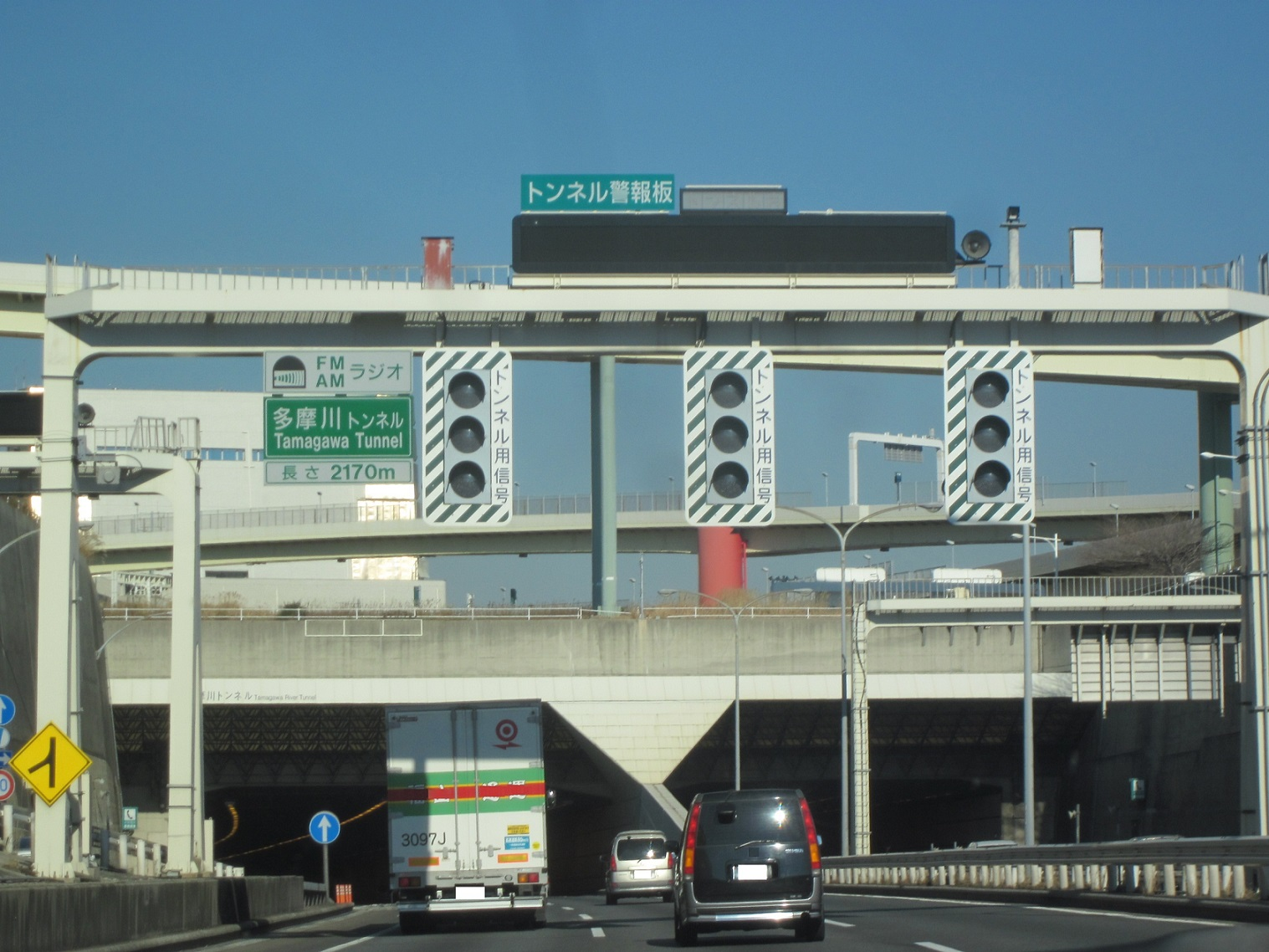
多摩川トンネルの川崎浮島側坑口
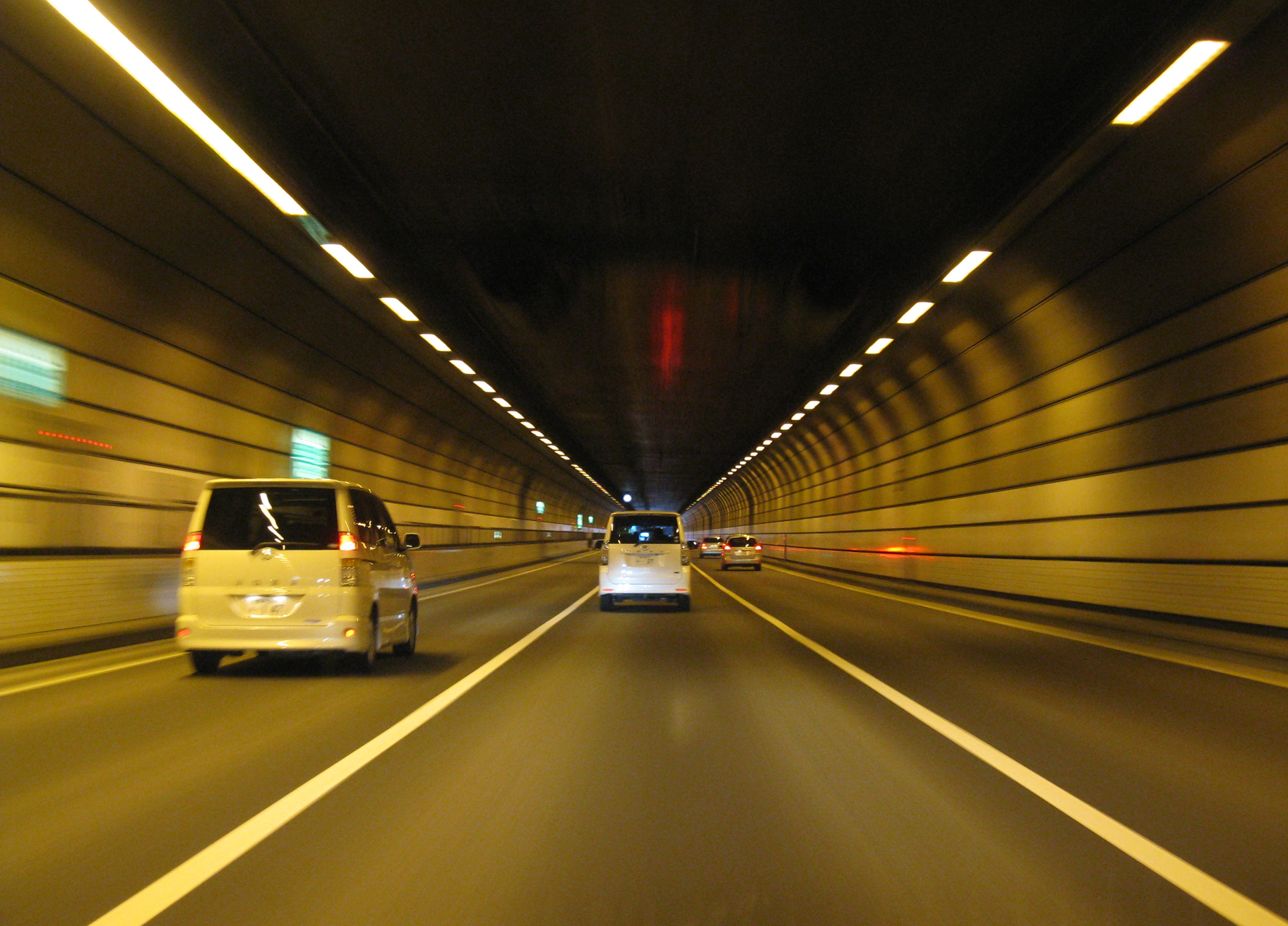
空港北トンネル
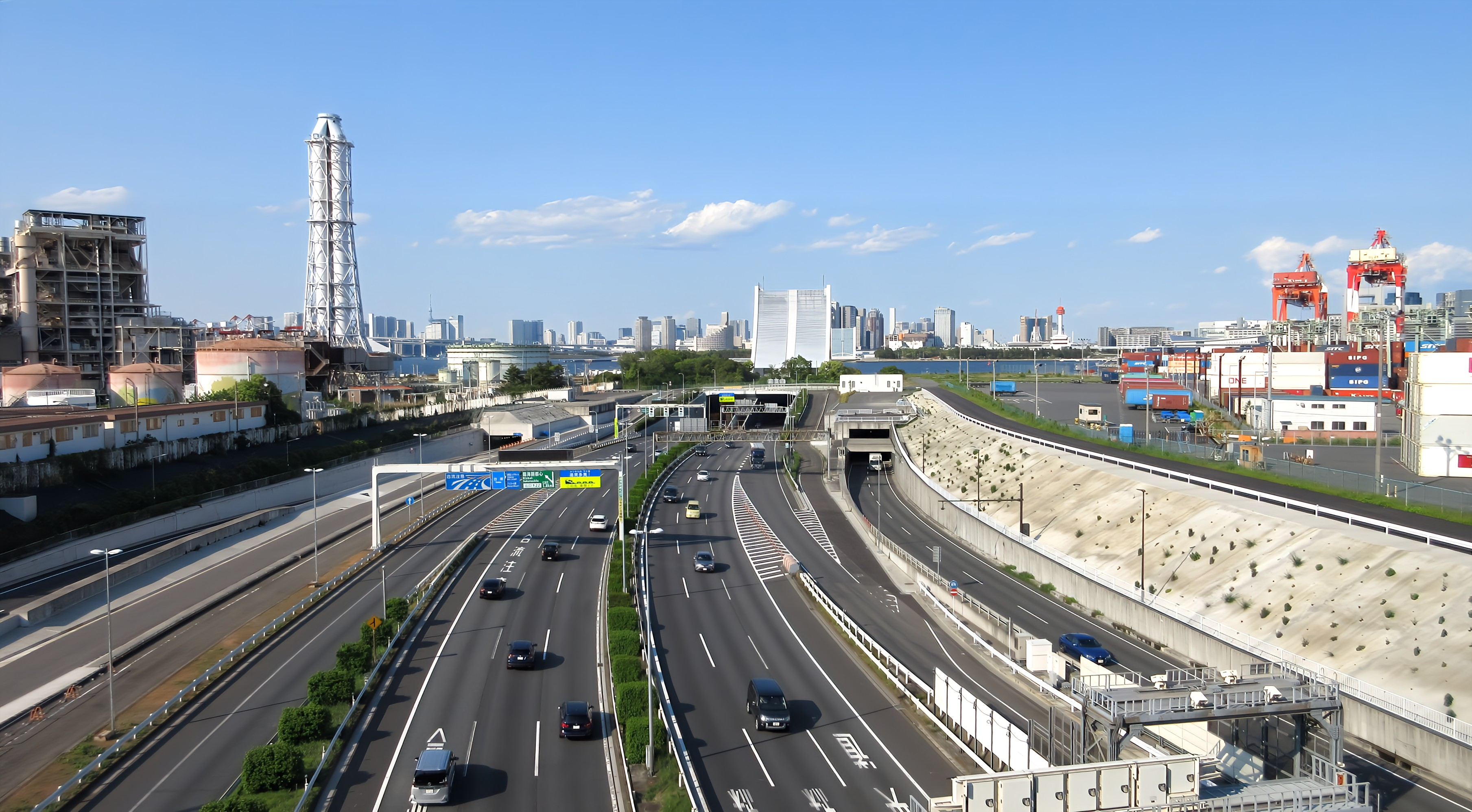
首都高速湾岸線の東京港トンネル大井出入口

### 交通量

#### 本線
24時間交通量（台）　道路交通センサス
| 区間                                              | 平成17（2005）年度 | 平成22（2010）年度 | 平成27（2015）年度 | 令和3（2021）年度 |
| ------------------------------------------------- | ------------------ | ------------------ | ------------------ | ----------------- |
| 幸浦出入口 - 杉田出入口                           | 48,630             | 30,798             | 27,268             | 027,891           |
| 杉田出入口 - 磯子出入口                           | 48,630             | 42,173             | 37,514             | 038,695           |
| 磯子出入口 - 三渓園出入口                         | 48,630             | 54,387             | 48,361             | 046,808           |
| 三渓園出入口 - 南本牧ふ頭出入口                   | 48,630             | 50,749             | 42,244             | 042,624           |
| 南本牧ふ頭出入口 - 本牧JCT・本牧ふ頭出入口        | 48,630             | 50,749             | 42,244             | 046,148           |
| 本牧JCT・本牧ふ頭出入口 - 大黒JCT・大黒ふ頭出入口 | 48,630             | 99,579             | 103,707            | 084,369           |
| 大黒JCT・大黒ふ頭出入口 - 東扇島出入口            | 72,993             | 79,025             | 93,181             | 098,020           |
| 東扇島出入口 - 川崎浮島JCT・浮島出入口            | 72,993             | 72,903             | 93,140             | 102,185           |
| 川崎浮島JCT・浮島出入口 - 湾岸環八出入口          | 59,683             | 75,653             | 98,889             | 102,174           |
| 湾岸環八出入口 - 空港中央出入口                   | 59,683             | 64,368             | 85,083             | 088,175           |
| 空港中央出入口 - 東海JCT                          | 59,683             | 79,688             | 101,551            | 100,365           |
| 東海JCT - 大井南出入口                            | 121,162            | 112,977            | 134,335            | 132,070           |
| 大井南出入口 - 大井JCT                            | 121,162            | 134,756            | 145,579            | 096,953           |
| 大井JCT - 大井出入口                              | 121,162            | 125,296            | 130,219            | 113,978           |
| 大井出入口 - 臨海副都心出入口                     | 121,162            | 140,109            | 140,740            | 124,818           |
| 臨海副都心出入口 - 有明JCT                        | 121,162            | 130,223            | 126,695            | 115,567           |
| 有明JCT - 東雲JCT/有明出入口                      | 121,162            | 152,415            | 144,910            | 135,997           |
| 東雲JCT/有明出入口 - 辰巳JCT                      | 121,162            | 164,607            | 152,075            | 144,052           |
| 辰巳JCT - 新木場出入口                            | 115,723            | 171,681            | 163,404            | 151,180           |
| 新木場出入口 - 葛西JCT                            | 115,723            | 169,080            | 162,012            | 152,330           |
| 葛西JCT - 葛西出入口                              | 115,723            | 155,069            | 139,360            | 112,443           |
| 葛西出入口 - 舞浜入口                             | 115,723            | 137,033            | 132,644            | 104,162           |
| 舞浜入口 - 浦安出入口                             | 115,723            | 129,918            | 125,579            | 100,376           |
| 浦安出入口 - 千鳥町出入口                         | 115,723            | 114,221            | 113,613            | 097,751           |
| 千鳥町出入口 - 高谷JCT                            | 115,723            | 84,764             | 88,189             | 079,468           |

（出典：「平成22年度道路交通センサス」・「平成27年度全国道路・街路交通情勢調査」・「令和3年度全国道路・街路交通情勢調査」（国土交通省ホームページ）より一部データを抜粋して作成）
- 令和2年度に実施予定だった交通量調査は、新型コロナウイルスの影響で延期された[14]。

#### 高速湾岸分岐線
24時間交通量（台）　道路交通センサス
| 区間                | 平成17年（2005年）度 | 平成22年（2010年）度 | 平成27年（2015年）度 | 令和3（2021）年度 |
| ------------------- | -------------------- | -------------------- | -------------------- | ----------------- |
| 昭和島JCT - 東海JCT | 121,162              | 35,061               | 41,549               | 42,024            |

（出典：「平成22年度道路交通センサス」・「平成27年度全国道路・街路交通情勢調査」・「令和3年度全国道路・街路交通情勢調査」（国土交通省ホームページ）より一部データを抜粋して作成）
- 令和2年度に実施予定だった交通量調査は、新型コロナウイルスの影響で延期された[14]。

##### 渋滞
首都高速としては線形が良く車線数も多い一方、交通量が1日あたり10万台を超える区間があるなど非常に多く渋滞が発生しやすい。特に、東京港トンネルを先頭とする渋滞が両方向ともに頻発しており、激しい場合には東行きは川崎浮島JCT付近、西行きは浦安付近まで渋滞することがある。また、休日に発生する東京湾アクアラインのアクアトンネルや海ほたるPAを先頭とする渋滞が川崎浮島JCTを過ぎて湾岸線両方向へ伸びてくることがあり、ゴールデンウィークをはじめとする最混雑期には湾岸線西行きの大井JCTからアクアラインの海ほたるPAまで数時間かかることがある。このため、最混雑期には羽田空港へ向かう車に対して1号羽田線の空港西出口への迂回を促している。
このほか、休日には東京ディズニーリゾートへ向かう車で東行きの葛西出口を先頭とする渋滞が発生することもある。

### 所轄警察
- 千葉県警察高速道路交通警察隊本隊 : 東京都･千葉県境 - 東関東自動車道起点[17]
- 警視庁高速道路交通警察隊新富分駐所 : 川崎浮島JCT - 東京都･千葉県境[18]
- 神奈川県警察高速道路交通警察隊大黒分駐所 : 幸浦出入口 - 川崎浮島JCT[19]

## 地理

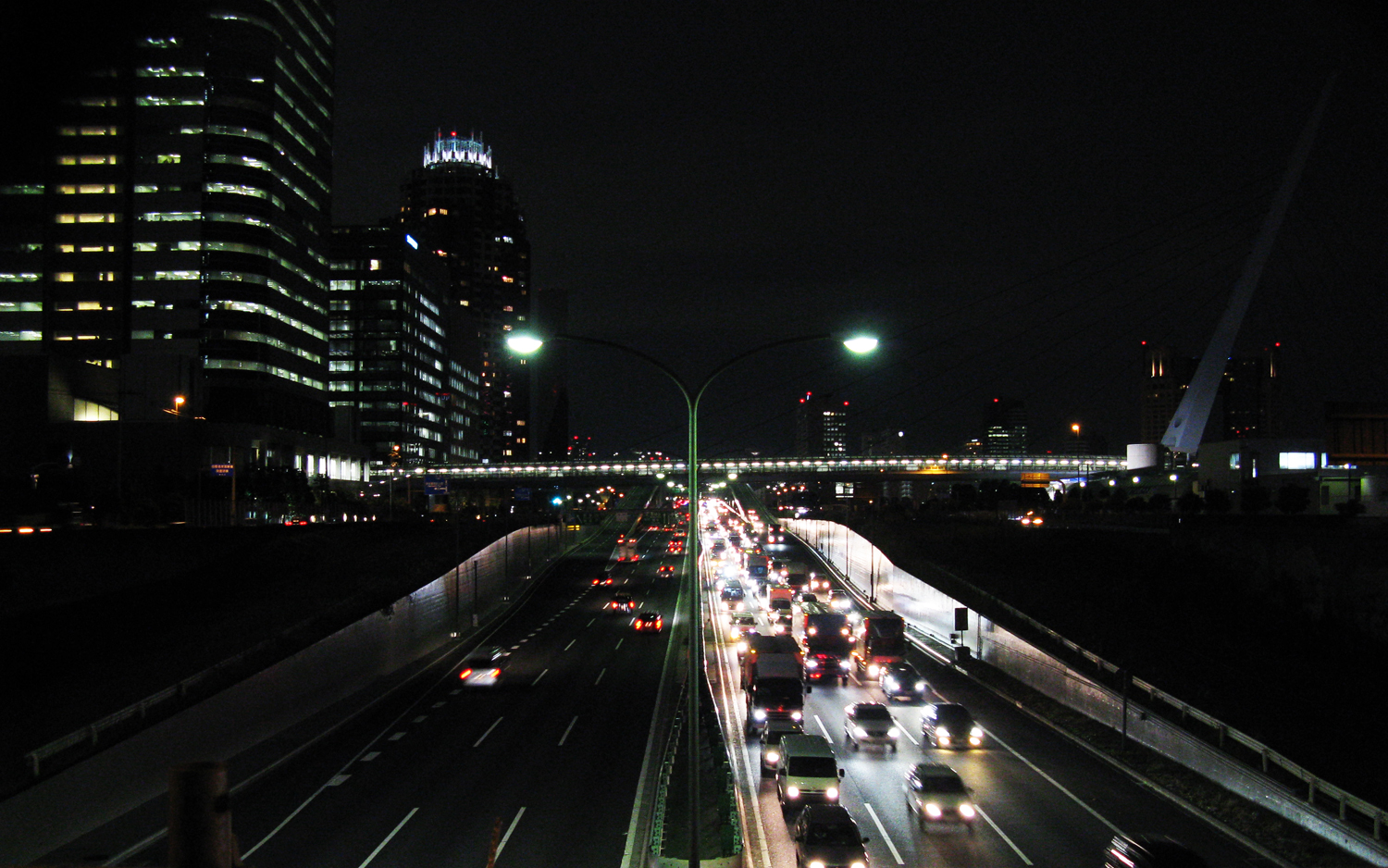
夜の首都高速湾岸線

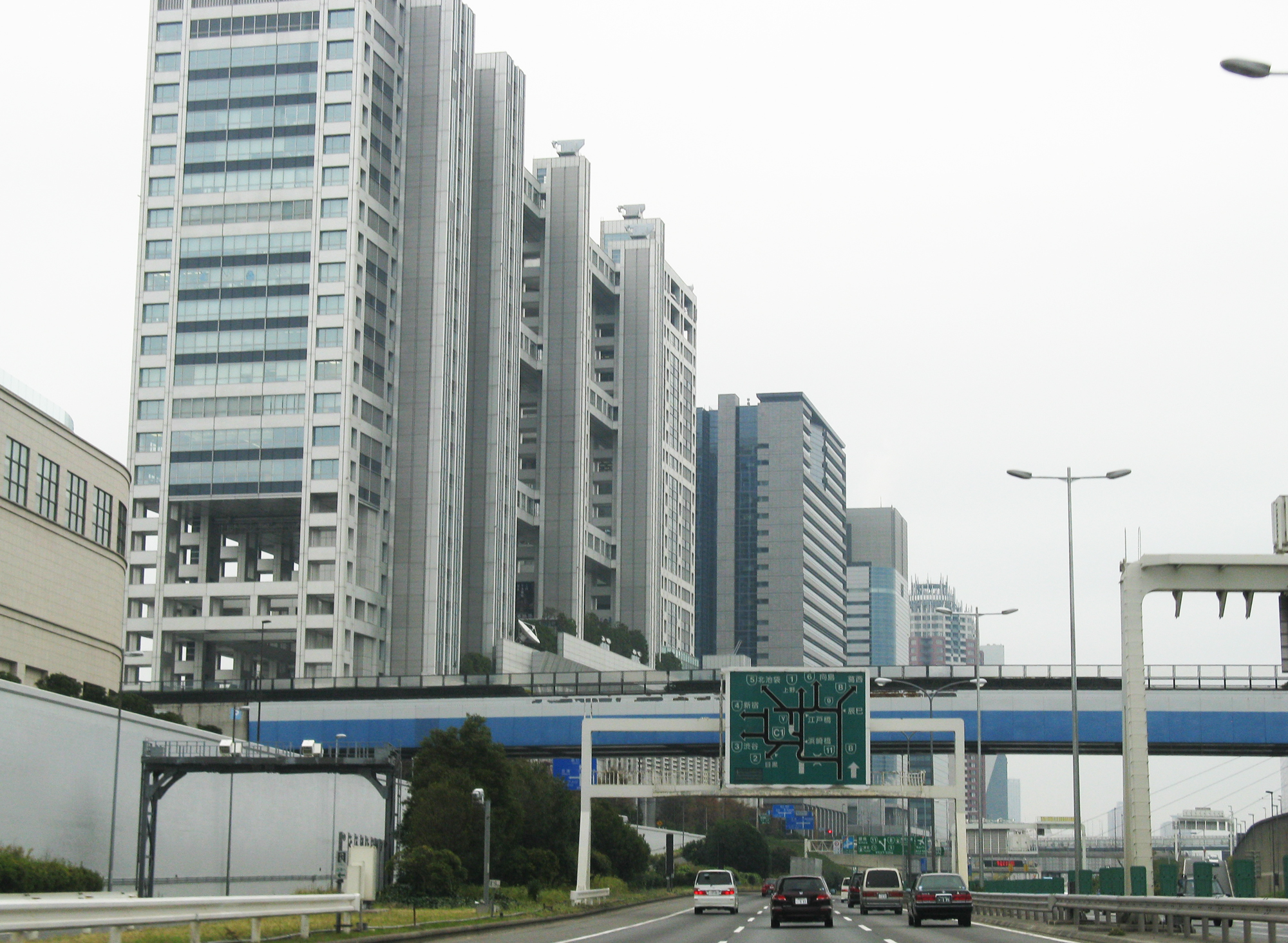
フジテレビ周辺

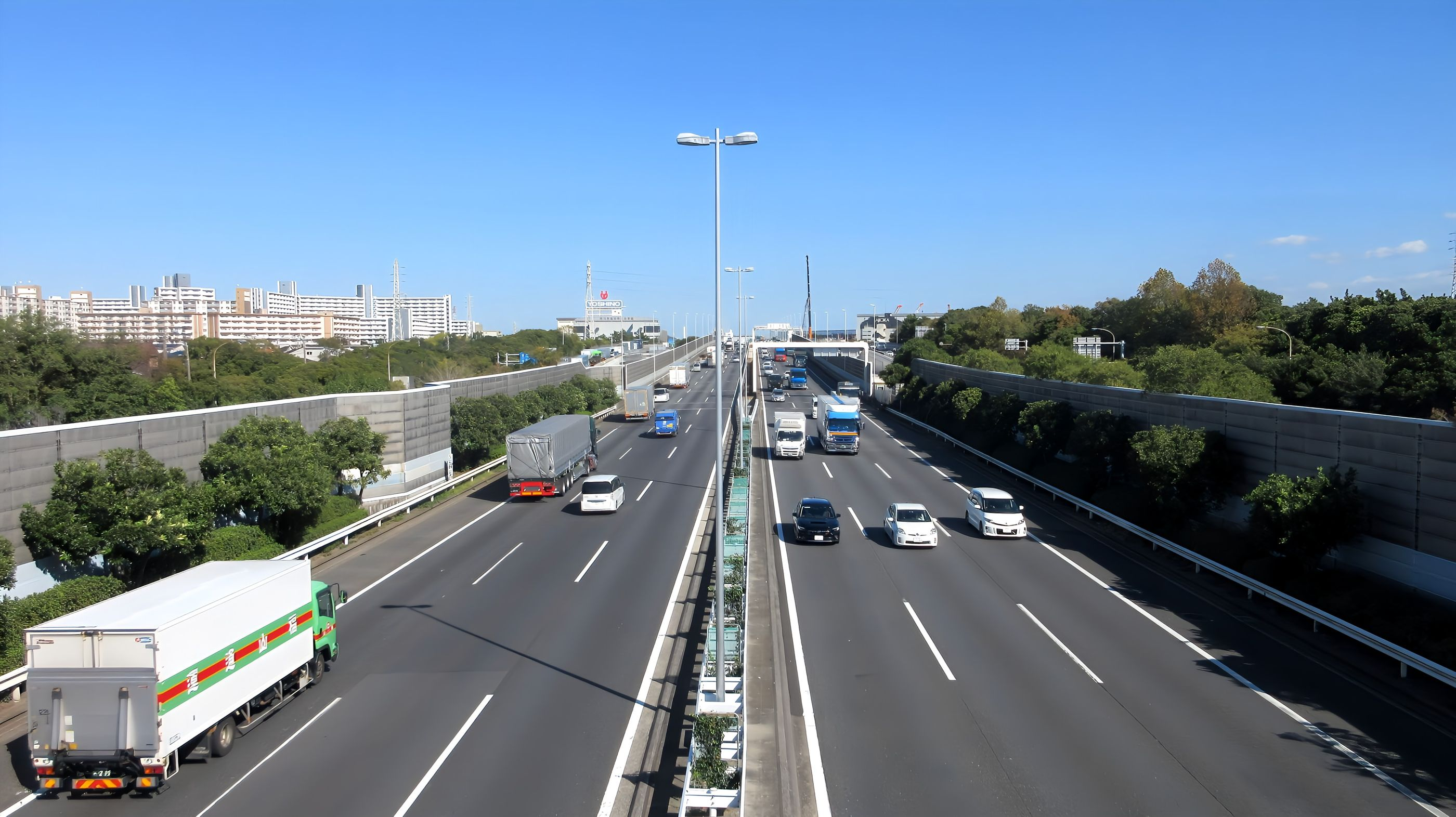
浦安IC側の歩道より首都高速湾岸線を撮影

首都高速道路の路線では唯一、千葉県内を通過する路線である。湾岸線から見る東京臨海副都心などの近未来的な風景は人気で、ドライブコースとして人気がある。6車線の高速道路や周辺の近代的な高層ビルがまるで日本ではないような感覚も人気の一つである。沿線には東京ディズニーリゾート、有明テニスの森、お台場エリア、東京の空の玄関口羽田空港などがあり、休日になるとこれらレジャースポットへ行くための道路として利用されている。また、東京都心から東京湾へ約6 kmとほど近い東京港埋立13号地（お台場）をはじめとする周辺地域は、東京都が進める国際化・情報化に対応する臨海副都心を建設する「臨海副都心まちづくり推進計画」による開発が進められており、この地域の発展と共に湾岸線の重要性は高まっている。

### 通過する自治体
- 千葉県
  - 市川市 - 浦安市
- 東京都
  - 江戸川区 - 江東区 - 港区 - 品川区 - 大田区 -
- 神奈川県
  - 横浜市鶴見区 - 中区 - 磯子区 - 金沢区 -
  - 川崎市川崎区 -

### 接続高速道路
湾岸線
- E16 横浜横須賀道路金沢支線
- 首都高速神奈川3号狩場線（本牧JCTで接続）
- 首都高速神奈川5号大黒線（大黒JCTで接続）
- 首都高速神奈川6号川崎線（川崎浮島JCTで接続）
- CA 東京湾アクアライン（川崎浮島JCTで接続）
- 首都高速湾岸分岐線（東海JCTで接続）
- 首都高速1号羽田線（大井JCTで接続）
- 首都高速中央環状線（大井JCTで接続）
- 首都高速11号台場線（有明JCTで接続）
- 首都高速10号晴海線（東雲JCTで接続）
- 首都高速9号深川線（辰巳JCTで接続）
- 首都高速中央環状線（葛西JCTで接続）
- C3 東京外環自動車道（高谷JCTで接続）
- E51 東関東自動車道（高谷JCTで直結）

湾岸分岐線
- 首都高速湾岸線（東海JCTで接続）
- 首都高速1号羽田線（昭和島JCTで接続）

### 沿線
- 東京湾
- 横浜・八景島シーパラダイス
- 三渓園
- 横浜港
- 川崎港
- 羽田空港
- 大井ふ頭中央海浜公園
- 東京貨物ターミナル駅
- お台場
  - フジテレビ本社
  - お台場海浜公園
  - ダイバーシティ東京
  - アクアシティお台場
- 東京国際展示場〈東京ビッグサイト〉
- 有明テニスの森公園
- 夢の島公園
- 葛西臨海公園
- 東京ディズニーリゾート
- 三番瀬

## ギャラリー

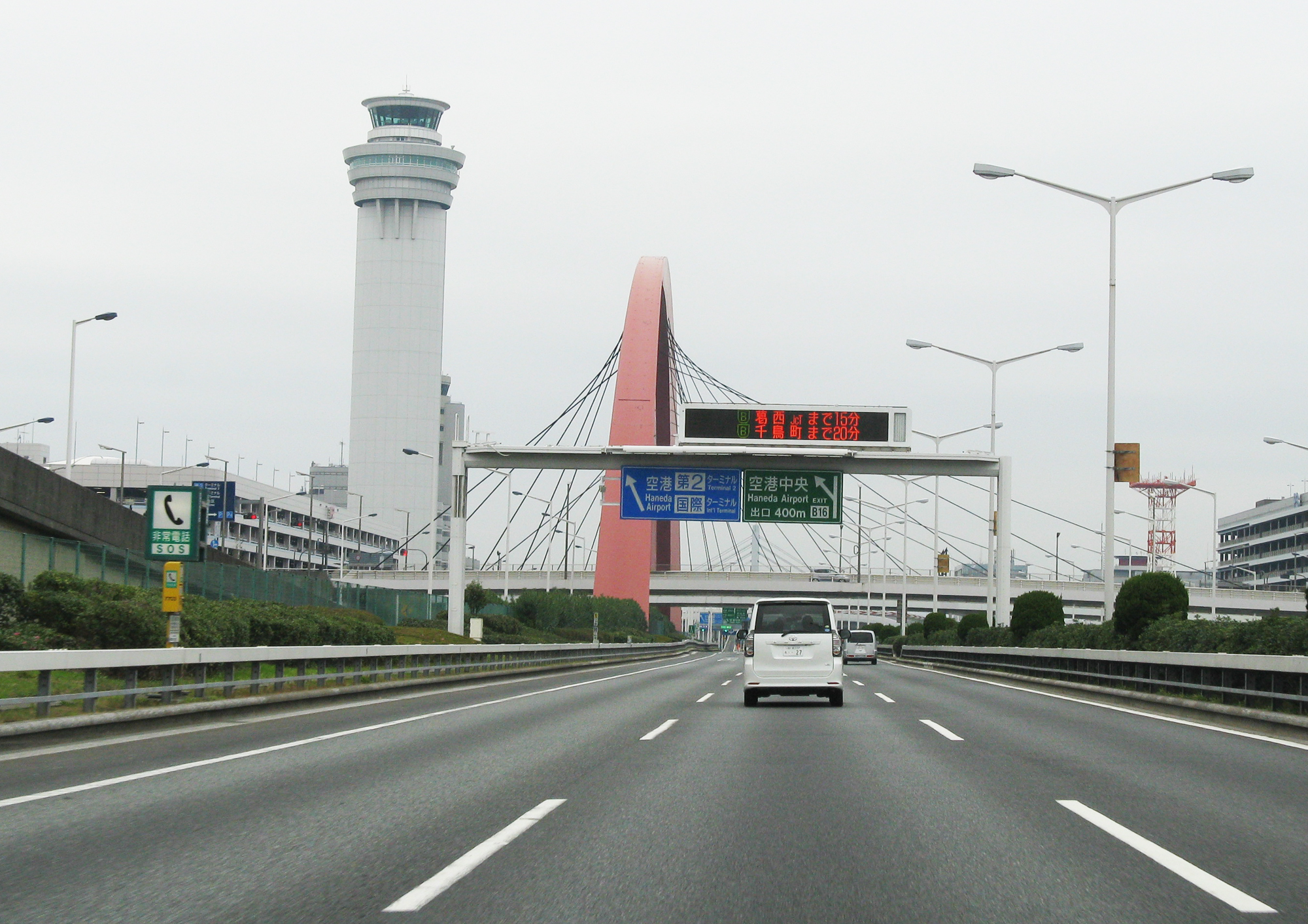
空港中央
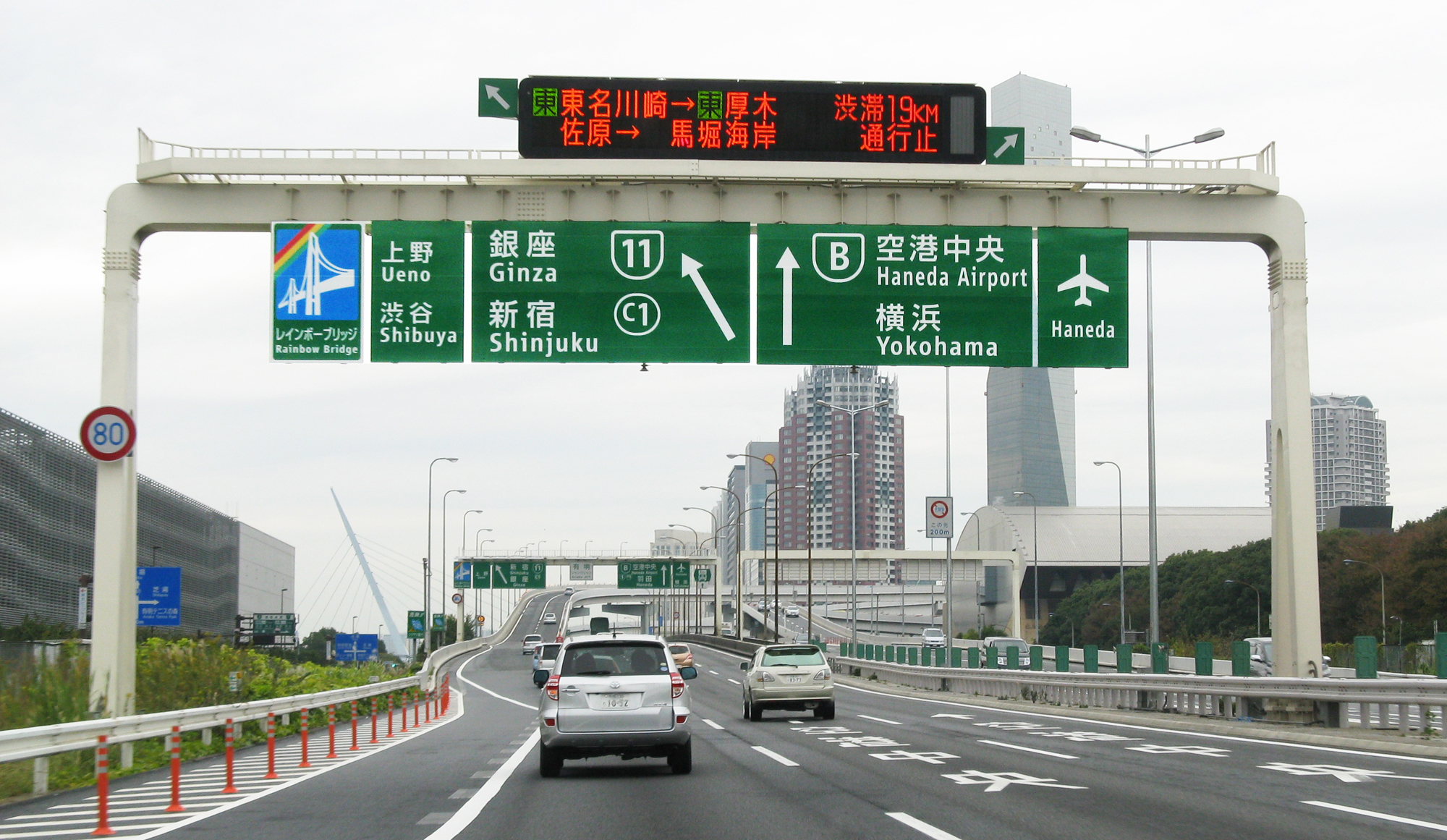
有明ジャンクション
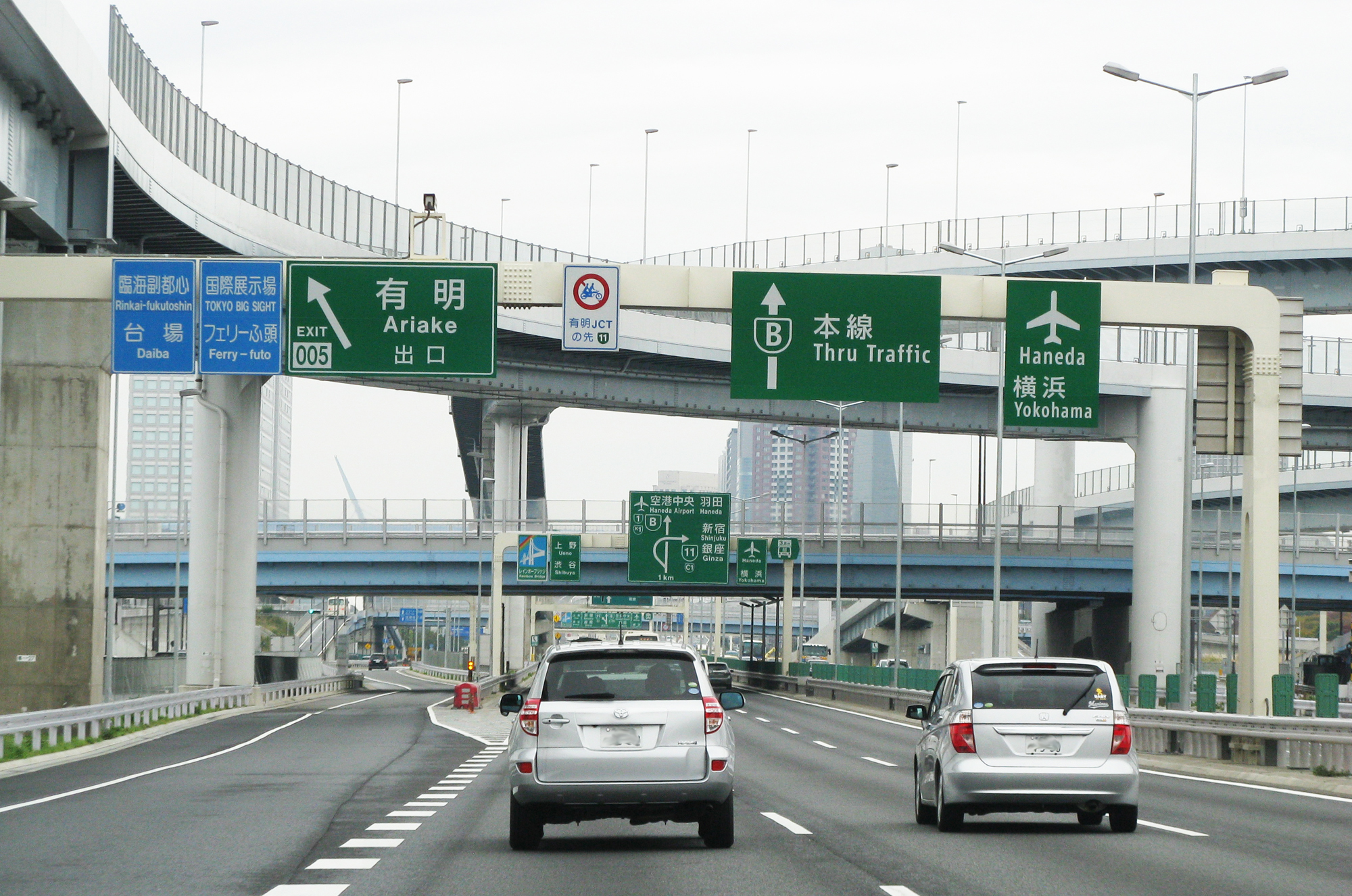
東雲ジャンクション
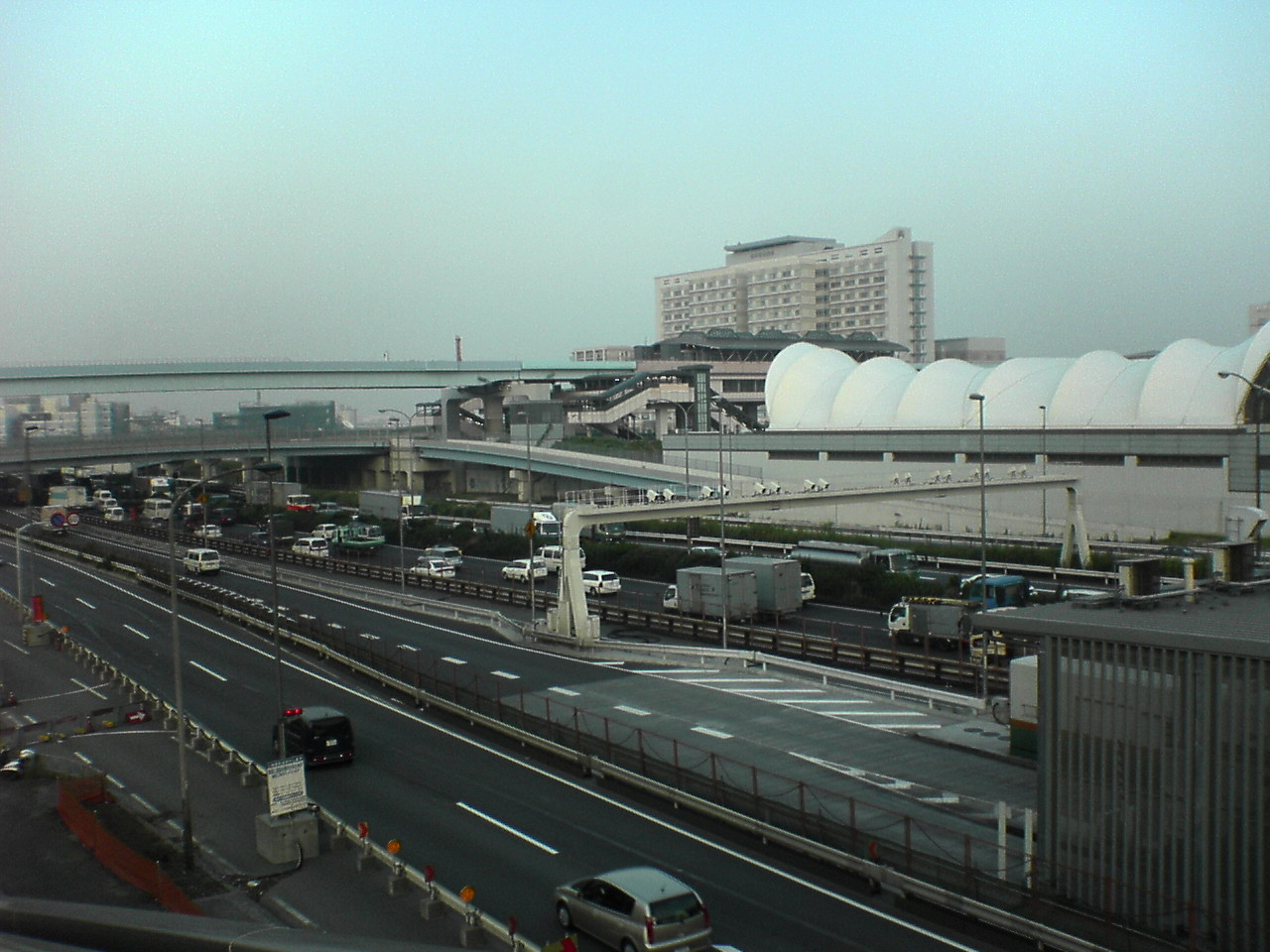
有明出入口